# Heraclia
Heraclia is een geslacht van vlinders van de familie van de Uilen (Noctuidae), uit de onderfamilie Agaristinae. De soorten in dit geslacht komen alleen in tropisch Afrika voor.

## Soorten
- H. abacata (Karsch, 1892)
- H. aemulatrix (Westwood, 1881)
- H. africana (Butler, 1875)
- H. aisha (Kirby, 1891)
- H. annulata (Aurivillius, 1925)
- H. atrifusa (Hampson, 1912)
- H. atriventralis (Hampson, 1910)
- H. aurantiaca Kiriakoff, 1975
- H. aurea (Wichgraf, 1918)
- H. buchholzi (Plötz, 1880)
- H. busiris (Fabricius, 1793)
- H. butleri (Walker, 1869)
- H. catori (Jordan, 1904)
- H. deficiens (Mabille & Vuillot, 1892)
- H. durbania (Stoneham, 1964)
- H. elongata (Bartel, 1903)
- H. euphemia (Stoll, 1781)
- H. flavipennis (Bartel, 1903)
- H. flavisignata (Hampson, 1912)
- H. geryon (Fabricius, 1781)
- H. gruenbergi (Wichgraf, 1911)
- H. hornimani (Druce, 1880)
- H. houyjensis (Wichgraf, 1918)
- H. hypercompoides (Butler, 1895)
- H. interniplaga (Mabille, 1891)
- H. jacksoni Kiriakoff, 1975
- H. jugans (Jordan, 1913)
- H. karschii Holland, 1897
- H. kivuensis Kiriakoff, 1973
- H. limbomaculata (Strand, 1909)
- H. lomata (Karsch, 1892)
- H. longipennis (Walker, 1854)
- H. medeba (Druce, 1880)
- H. mons-lunensis Hampson, 1901
- H. mozambica (Mabille, 1890)
- H. nandi Kiriakoff, 1974
- H. nigridorsa (Mabille, 1890)
- H. nobela Kiriakoff, 1974
- H. pampata Kiriakoff, 1974
- H. pardalina (Walker, 1869)
- H. pentelia (Druce, 1887)
- H. perdix (Druce, 1887)
- H. poggei (Dewitz, 1879)
- H. superba (Butler, 1875)
- H. terminatis (Walker, 1856)
- H. thruppi (Butler, 1886)
- H. viettei Kiriakoff, 1973
- H. xanthopyga (Mabille, 1890)
- H. zenkeri (Karsch, 1895)